# 纳西族
纳西族是中国西南少数民族，聚居地分布于云南、四川和西藏的交界处的丽江及其毗邻地区，云南省为纳西族主要分布省份。中国（中国大陆）有纳西族总人口309,477人（2000年人口普查），列第27大民族，其中云南295,464人，占纳西族人口的95.5%，其余省市区均有分布。

## 历史
纳西族是一个古老的民族，是古代羌人的一支（也融合了一部分小月氏后裔），据《华阳国志》记载，东汉（公元25－220年）末年，该地区有“摩沙夷”活动；但随着认识的逐渐深入，一些学者也提出了纳西族是南迁的古羌人与现居住地土著融合而形成的观点。唐代，纳西族先民分布记录较详细，据《蛮书》所记，西至金沙江河谷、巨甸以北“铁桥上下及大婆、小婆、三探览（均在今丽江地区）”东至雅砻江流域“昆池（今盐源）等川”，都是“磨些蛮”所居之地。元明时代，由于云南丽江木氏土司崛起，不断向外扩张，纳西族活动地域更为广阔，东北部可能到了今四川省康定及以南贡嘎岭一带，北到今巴塘、理塘和昌都，西到怒江流域。清雍正元年（1723年）木氏土司改土归流后，西北部藏族土司实力南移，纳西族土司式微，加之大批彝族西迁入雅砻江流域，人数就逐渐减少。

## 称谓
纳西族正式定名于1954年，当时中央民委派出的云南民族识别调查小组依据大多数纳西族人的意愿确定了这个称谓。历史上纳西族有过多种称谓。两汉、魏晋时称“麽沙夷”，唐代到清代称为“麽些”，近代被称为“麽些”、“摩梭”及“麽西”等。纳西族西部20多万人自称“纳西”，东部数万人自称“纳”、“纳汝”、“纳恒”等。近年来摩梭人往往特指东部。

## 分布
云南省为纳西族主要聚居地，有纳西族295,464人（2000年人口普查），占纳西族人口的95.5%。除云南外，四川和西藏均有纳西族聚居地，四川有纳西族8,725人，占2.8%，西藏有1,223人，占0.4%；其余28个省份均有分布，共有4,065人，占1.3%。纳西族集中分布地为云南省玉龙纳西族自治县。

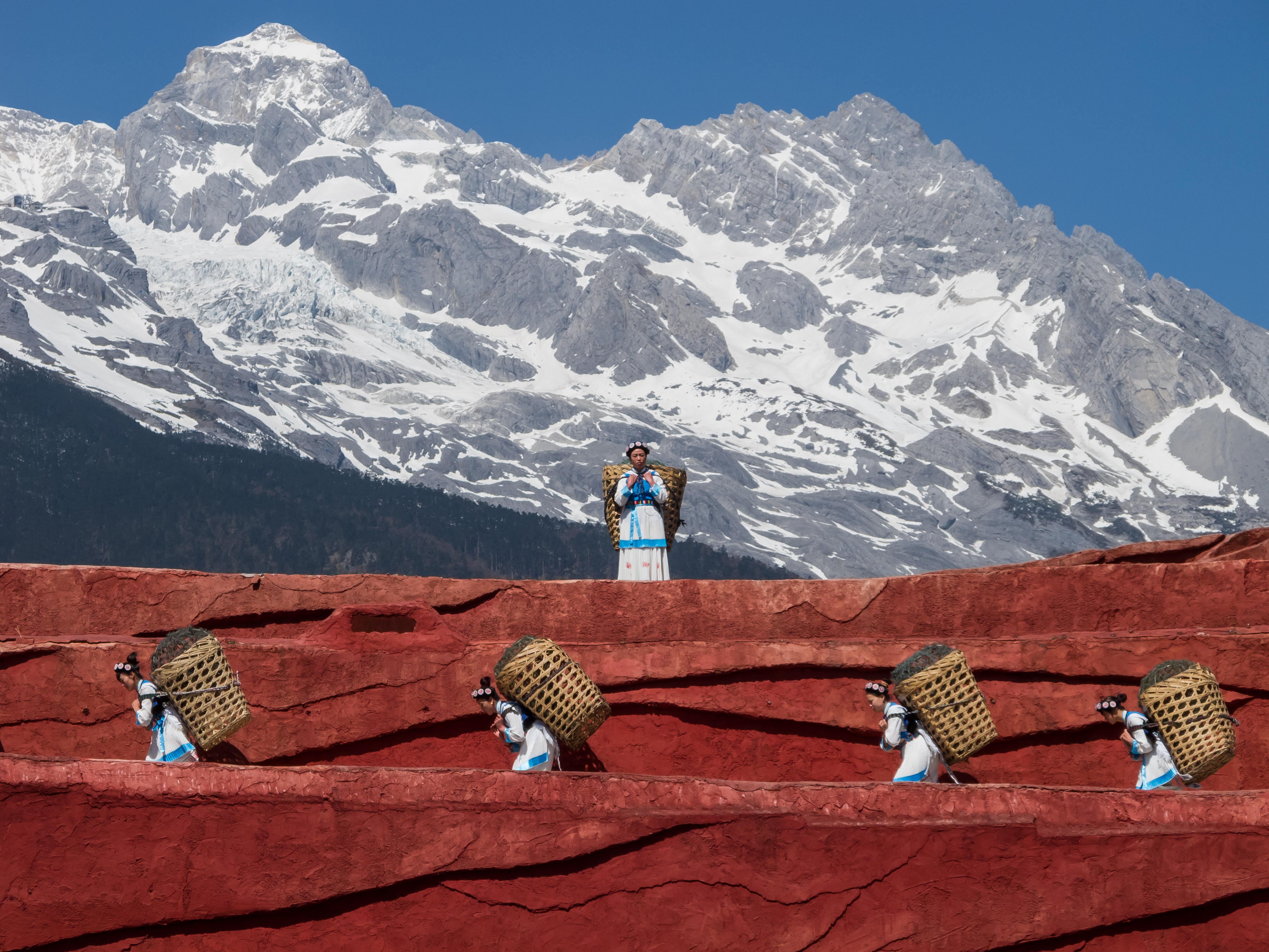
玉龍雪山露天劇場的纳西族「印象麗江」表演

### 聚居区
纳西族自治地方：
- 云南省丽江市玉龙纳西族自治县

纳西族乡：
- 云南省迪庆州香格里拉县三坝纳西族乡
- 云南省丽江市永胜县大安彝族纳西族乡
- 四川省凉山州木里藏族自治县俄亚纳西族乡
- 西藏昌都地区芒康县纳西民族乡

### 各地纳西族人口分布
| 位次 | 地区       | 总人口        | 纳西族  | 占纳西族 人口比例（%） | 占地区 少数民族 人口比例（%） | 占地区 人口比例（%） |
|      | 合计       | 1,245,110,826 | 309,477 | 100                    | 0.294                         | 0.0249               |
|      | 31省份合计 | 1,242,612,226 | 308,839 | 99.794                 | 0.294                         | 0.0249               |
| G1   | 西南地区   | 193,085,172   | 305,923 | 98.852                 | 0.849                         | 0.1584               |
| G2   | 华东地区   | 358,849,244   | 1,286   | 0.416                  | 0.051                         | 0.0004               |
| G3   | 华北地区   | 145,896,933   | 662     | 0.214                  | 0.008                         | 0.0005               |
| G4   | 中南地区   | 350,658,477   | 637     | 0.206                  | 0.002                         | 0.0002               |
| G5   | 西北地区   | 89,258,221    | 194     | 0.063                  | 0.001                         | 0.0002               |
| G6   | 东北地区   | 104,864,179   | 137     | 0.044                  | 0.001                         | 0.0001               |
| 1    | 云南       | 42,360,089    | 295,464 | 95.472                 | 2.087                         | 0.6975               |
| 2    | 四川       | 82,348,296    | 8,725   | 2.819                  | 0.212                         | 0.0106               |
| 3    | 西藏       | 2,616,329     | 1,223   | 0.395                  | 0.050                         | 0.0467               |
| 4    | 浙江       | 45,930,651    | 553     | 0.179                  | 0.140                         | 0.0012               |
| 5    | 河北       | 66,684,419    | 299     | 0.097                  | 0.010                         | 0.0005               |
| 6    | 贵州       | 35,247,695    | 294     | 0.095                  | 0.002                         | 0.0008               |
| 7    | 江苏       | 73,043,577    | 256     | 0.083                  | 0.099                         | 0.0004               |
| 8    | 山东       | 89,971,789    | 249     | 0.080                  | 0.039                         | 0.0003               |
| 9    | 北京       | 13,569,194    | 246     | 0.079                  | 0.042                         | 0.0018               |
| 10   | 重庆       | 30,512,763    | 217     | 0.070                  | 0.011                         | 0.0007               |
| 11   | 河南       | 91,236,854    | 186     | 0.060                  | 0.016                         | 0.0002               |
| 12   | 广东       | 85,225,007    | 144     | 0.047                  | 0.011                         | 0.0002               |
| 13   | 湖北       | 59,508,870    | 126     | 0.041                  | 0.005                         | 0.0002               |
| 14   | 湖南       | 63,274,173    | 113     | 0.037                  | 0.002                         | 0.0002               |
| 15   | 辽宁       | 41,824,412    | 86      | 0.028                  | 0.001                         | 0.0002               |
| 16   | 上海       | 16,407,734    | 77      | 0.025                  | 0.074                         | 0.0005               |
| 17   | 新疆       | 18,459,511    | 73      | 0.024                  | 0.001                         | 0.0004               |
| 18   | 安徽       | 58,999,948    | 71      | 0.023                  | 0.018                         | 0.0001               |
| 19   | 陕西       | 35,365,072    | 69      | 0.022                  | 0.039                         | 0.0002               |
| 20   | 山西       | 32,471,242    | 57      | 0.018                  | 0.055                         | 0.0002               |
| 21   | 广西       | 43,854,538    | 52      | 0.017                  | 0.000                         | 0.0001               |
| 22   | 福建       | 34,097,947    | 49      | 0.016                  | 0.008                         | 0.0001               |
| 23   | 黑龙江     | 36,237,576    | 36      | 0.012                  | 0.002                         | 0.0001               |
| 24   | 内蒙       | 23,323,347    | 31      | 0.010                  | 0.001                         | 0.0001               |
| 24   | 江西       | 40,397,598    | 31      | 0.010                  | 0.025                         | 0.0001               |
| 26   | 天津       | 9,848,731     | 29      | 0.009                  | 0.011                         | 0.0003               |
| 27   | 甘肃       | 25,124,282    | 28      | 0.009                  | 0.001                         | 0.0001               |
| 28   | 青海       | 4,822,963     | 17      | 0.005                  | 0.001                         | 0.0004               |
| 29   | 海南       | 7,559,035     | 16      | 0.005                  | 0.001                         | 0.0002               |
| 30   | 吉林       | 26,802,191    | 15      | 0.005                  | 0.001                         | 0.0001               |
| 31   | 宁夏       | 5,486,393     | 7       | 0.002                  | 0.000                         | 0.0001               |
|      | 现役军人   | 2,498,600     | 638     | 0.206                  | 0.571                         | 0.0255               |

## 语言

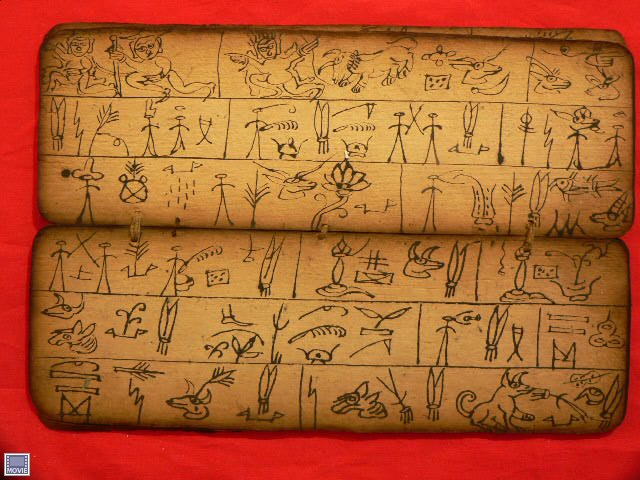
东巴文古籍

纳西族有自己的语言和文字。纳西族的语言是纳西语，一般歸入汉藏语系藏缅语族彝语支。它有两种文字：东巴文和哥巴文，其中东巴文創造於一千多年前，是今天世界极少数仍被使用的象形文字。

## 宗教
纳西族的宗教信仰主要是东巴教，这是一种多神的宗教，主要的经典是《东巴经》，也有部分信仰藏传佛教。

## 姓氏
纳西族以前没有姓氏，后有梅、禾、树、叶四个氏族，后贵族赐姓木，平民多姓和。现在纳西族约有90多个姓氏。

## 饮食
纳西族的特色饮食包括吹肝、粑粑以及米灌肠丽江粑粑，鸡豌豆凉粉。
招到貴客有著名的三疊水，第一疊甜點類、第二疊冷盤類、第三疊是火鍋為主的熟食類，可以說是納西人的滿漢全席。

## 服饰

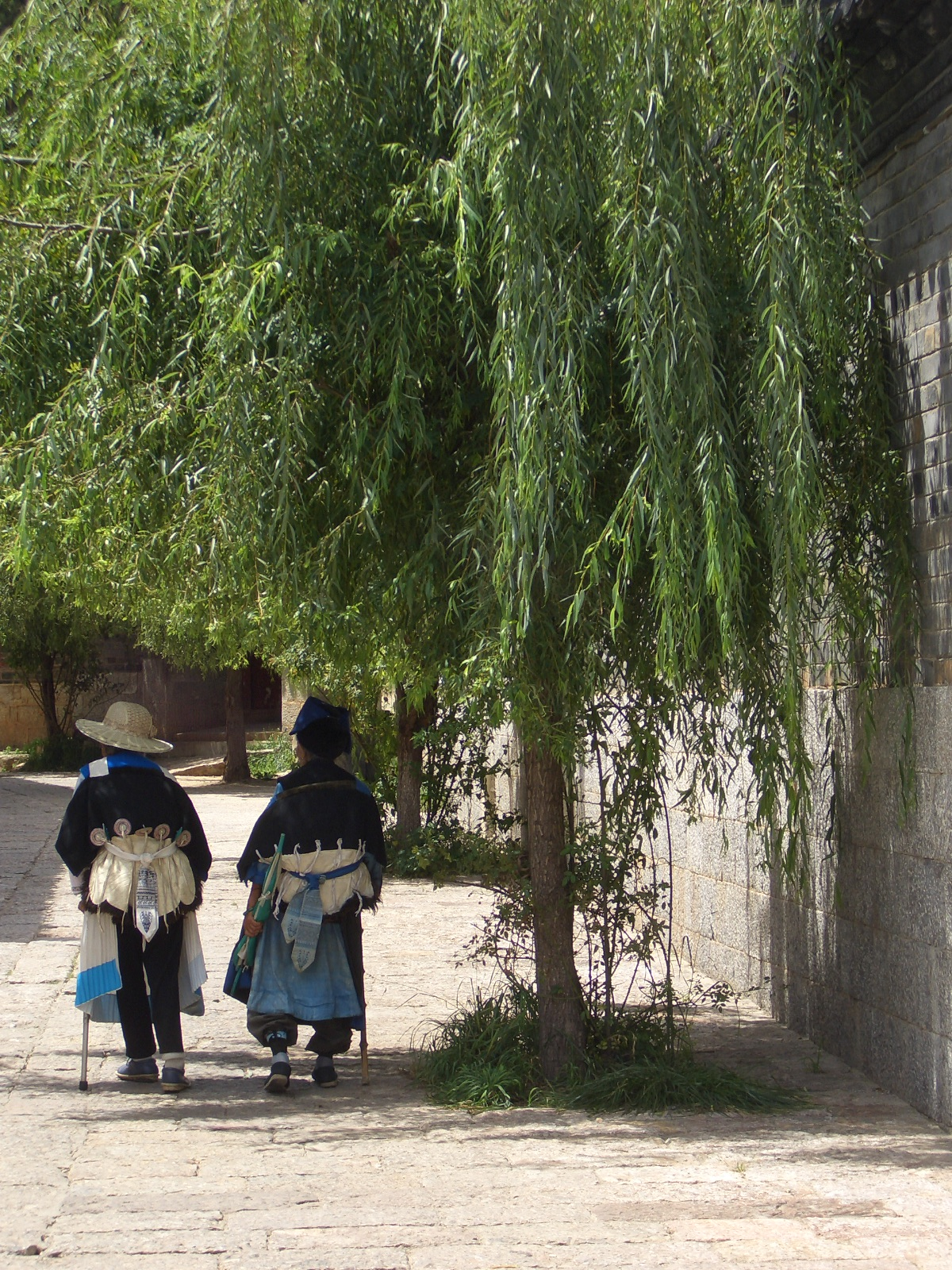
丽江纳西族妇女身着传统的“披星戴月”服饰

纳西族妇女一般穿着宽大布衣、戴圆帽（现在很多妇女直接戴蓝色的圆形红军帽）、披羊皮披肩，羊皮批上有两根白色背带在胸前交叉，一般有7个白色圆形装饰，俗称“披星戴月”。

## 争议
纳西族包括了自称为纳西、纳、纳日、纳罕、纳若等的人群，历史上都有一个共同的他称摩些或摩梭，“些”为古汉语读音，音同“梭”，“梭”、“些”都读为“suō”。但上世纪50年代后，这个民族的划分出现了地域上的分歧，这是历史原因造成的。目前，以“纳”作为族称的呼声很高。

## 名人
- 木氏土司
- 方国瑜: 著名历史学家，民族学家和语言学家，是当代著名的社会科学家和教育家，云南大学教授
- 楊鳳：四川農業大學名譽校長，教授，國家傑出高級專家，著名動物營養與飼料科學專家，第六、七、八屆全國人大主席團成員
- 和志强：雲南省前省長
- 白庚勝：中國文聯書記處書記、中國民間文藝家協會副主席
- 和绍全：曾在2个边防团任团长，3个边防军分区任参谋长、司令员，被称为“摩梭司令”
- 和志剛：書法家、雲南省麗江市古城區殘疾人聯合會肢殘協會主席、2003年中國十大傑出青年
- 和志虹：中國赴海地維和警察，雲南省公安邊防總隊昆明邊防檢查站執勤業務二科政治教導員，武警少校警銜，在2010年海地地震中遇难

### 引用
1. 1 2  . www.gov.cn.   [2021-10-25]. （原始内容存档于2021-10-22）.
2. ↑  .   [2010-07-02]. （原始内容存档于2018-11-09）.